# Parque nacional Gebel Elba
El parque nacional Gebel Elba es un espacio protegido con estatus de parque nacional en el país africano de Egipto. Fue establecido en 1986 y cubre unas 3 560 000 hectáreas,  incluida la mayoría del disputado Triángulo Hala'ib (excepto su esquina más occidental), y un área de tamaño comparable al norte de ella. También se sabe que puede contener la última población del asnos salvaje de Nubia. Sin embargo, la pureza de estos animales es cuestionable.
El 16 de diciembre de 2014, un grupo de pastores mató a un leopardo macho adulto después de que este atacara a su camello en Wadi Shalal, Área Protegida de Elba, que se encuentra en la región (Hala'ib) del extremo sudeste de Egipto. Esta fue la primera señal de un leopardo en Egipto desde la década de 1950.